# Qualifications du tournoi masculin de rugby à sept aux Jeux olympiques d'été de 2016
Douze équipes de rugby à sept masculines se qualifient pour les Jeux olympiques d'été de 2016 se déroulant à Rio de Janeiro.

## Règlement
Le pays hôte, le Brésil, est automatiquement qualifié pour la compétition. Les quatre premières places du World Rugby Sevens Series 2014-2015 sont qualificatives. Chacune des six composantes continentales membres de World Rugby organise une compétition pour déterminer une nation qualifiée. La dernière place est attribuée à l'issue d'un tournoi de qualification se déroulant en juin 2016.
| Compétition                         | Date             | Lieu         | Places | Qualifiés        |
| ----------------------------------- | ---------------- | ------------ | ------ | ---------------- |
| Pays organisateur                   | 2 octobre 2009   |              | 1      | Brésil           |
| Sevens World Series 2014-15         | 17 mai 2015      | Multiple     | 4      | Afrique du Sud   |
| Sevens World Series 2014-15         | 17 mai 2015      | Multiple     | 4      | Fidji            |
| Sevens World Series 2014-15         | 17 mai 2015      | Multiple     | 4      | Grande-Bretagne  |
| Sevens World Series 2014-15         | 17 mai 2015      | Multiple     | 4      | Nouvelle-Zélande |
| Championnat d'Amérique du Sud 2015  | 7 juin 2015      | Santa Fe     | 1      | Argentine        |
| Championnat d'Amérique du Nord 2015 | 14 juin 2015     | Cary         | 1      | États-Unis       |
| Seven's Grand Prix Series 2015      | 12 juillet 2015  | Multiple     | 1      | France           |
| Championnat d'Asie 2015             | 8 novembre 2015  | Hong Kong    | 1      | Japon            |
| Championnat d'Océanie 2015          | 15 novembre 2015 | Auckland     | 1      | Australie        |
| Championnat d'Afrique 2015          | 15 novembre 2015 | Johannesburg | 1      | Kenya            |
| Tournoi olympique qualificatif 2016 | 18 juin 2016     | Monaco       | 1      | Espagne          |
| Total                               |                  |              | 12     |                  |

## Résultats détaillés

### World Rugby Sevens Series
| Pos. | Pays                 | Australie | Dubai | Afrique du Sud | Nouvelle Zélande | USA | Hong Kong | Japon | Écosse | Angleterre | Total |
| ---- | -------------------- | --------- | ----- | -------------- | ---------------- | --- | --------- | ----- | ------ | ---------- | ----- |
| 1    | Fidji                | 22        | 17    | 12             | 13               | 22  | 22        | 17    | 22     | 17         | 164   |
| 2    | Afrique du Sud       | 15        | 22    | 22             | 17               | 17  | 17        | 19    | 13     | 12         | 154   |
| 3    | Nouvelle-Zélande (T) | 13        | 15    | 19             | 22               | 19  | 19        | 13    | 19     | 13         | 152   |
| 4    | Angleterre           | 17        | 10    | 10             | 19               | 12  | 10        | 22    | 17     | 15         | 132   |
| 5    | Australie            | 10        | 19    | 17             | 12               | 13  | 13        | 7     | 10     | 19         | 120   |
| 6    | États-Unis           | 8         | 5     | 13             | 10               | 15  | 12        | 8     | 15     | 22         | 108   |
| 7    | Écosse               | 5         | 12    | 10             | 15               | 5   | 8         | 12    | 12     | 10         | 89    |
| 8    | Argentine            | 12        | 13    | 15             | 7                | 7   | 10        | 2     | 7      | 7          | 80    |
| 9    | Canada               | 3         | 3     | 8              | 3                | 10  | 5         | 15    | 10     | 10         | 67    |
| 10   | Samoa                | 19        | 8     | 2              | 2                | 5   | 15        | 5     | 3      | 5          | 64    |
| 11   | France               | 7         | 7     | 5              | 8                | 10  | 7         | 10    | 5      | 2          | 61    |
| 12   | Pays de Galles       | 10        | 10    | 5              | 5                | 2   | 5         | 5     | 8      | 5          | 55    |
| 13   | Kenya                | 2         | 2     | 7              | 10               | 8   | 3         | 1     | 5      | 8          | 46    |
| 14   | Portugal             | 5         | 5     | 3              | 5                | 3   | 1         | 3     | 2      | 1          | 28    |
| 15   | Japon                | 1         | 1     | 1              | 1                | 1   | 2         | 10    | 1      | 3          | 21    |

### Europe
Dans la zone Europe, la qualification se déroule sur trois tournois. La Grande-Bretagne (Angleterre, Écosse et Pays de Galles) est déjà qualifié, l'une des nations la composant (Angleterre) ayant terminé parmi les quatre meilleures équipes du World Series.
La France se qualifie en remportant l'intégralité des rencontres disputés (18 victoires pour 18 matches disputés). Le second, l'Espagne, se qualifie directement pour le tournoi de repêchage. Les autres nations disputent en juillet 2015 un tournoi de repêchage de la zone Europe pour participer au tournoi de repêchage final.
| No | Équipe         | Moscou | Lyon | Exeter | Total |
| -- | -------------- | ------ | ---- | ------ | ----- |
| 1  | France         | 20     | 20   | 20     | 60    |
| 2  | Espagne        | 16     | 18   | 16     | 50    |
| 3  | Angleterre     | 14     | 12   | 18     | 44    |
| 4  | Allemagne      | 10     | 14   | 14     | 38    |
| -  | Russie         | 18     | 10   | 10     | 38    |
| 6  | Portugal       | 12     | 8    | 4      | 24    |
| 7  | Pays de Galles | 8      | 2    | 12     | 22    |
| 8  | Belgique       | 3      | 16   | 1      | 20    |
| 9  | Lituanie       | 6      | 3    | 8      | 17    |
| 10 | Géorgie        | 4      | 4    | 6      | 14    |
| 11 | Italie         | 2      | 6    | 3      | 11    |
| 12 | Roumanie       | 1      | 1    | 2      | 4     |

### Asie
Asia Rugby organise un tournoi spécifique de qualification se déroulant à Hong Kong en novembre 2015. Initialement, la qualification devait se dérouler lors du championnat continental annuelle (Asian Sevens Series), mais la compétition se déroulant durant la coupe du monde de rugby à XV, le Japon notamment, ne pouvait aligner ses meilleurs joueurs.
Un tournoi spécifique pour la qualification aux Jeux olympiques est donc organisé et remporté par le Japon. Hong Kong, la Corée du Sud et le Sri Lanka se qualifient pour le tournoi de repêchage.
| Rang               | Équipes        |
| ------------------ | -------------- |
| Médaille d'or      | Japon          |
| Médaille d'argent  | Hong Kong      |
| Médaille de bronze | Corée du Sud   |
| 4                  | Sri Lanka      |
| 5                  | Chine          |
| 6                  | Malaisie       |
| 7                  | Philippines    |
| 8                  | Singapour      |
| 9                  | Taipei chinois |
| 10                 | Iran           |

### Océanie
Pour la zone Océanie, le tournoi se déroule lors des Oceania Sevens qui se déroulent à Waitakere (Nouvelle-Zélande) en novembre 2015. La Nouvelle-Zélande et les Fidji sont déjà qualifiés grâce à leur classement en World Series. Ils ne participent pas à la compétition.
L'Australie remporte le tournoi en devançant les Tonga et les Samoa, qualifiés pour le tournoi de repêchage.
| Rang               | Équipe                    |
| ------------------ | ------------------------- |
| Médaille d'or      | Australie                 |
| Médaille d'argent  | Tonga                     |
| Médaille de bronze | Samoa                     |
| 4                  | Papouasie-Nouvelle-Guinée |
| 5                  | Îles Cook                 |
| 6                  | Îles Salomon              |
| 7                  | Samoa américaines         |
| 8                  | Nauru                     |

### Afrique
Pour la zone Afrique, la qualification se déroule lors du championnat d'Afrique annuel. Le tournoi se déroule à Kempton Park (Afrique du Sud) en novembre 2015. L'Afrique du Sud est déjà qualifié et ne participe pas à la compétition.
C'est le Kenya qui remporte le tournoi, en devançant le Zimbabwe, le Maroc et la Tunisie qui se qualifient pour le tournoi de repêchage.
| Rang | Équipe     |
| ---- | ---------- |
| 1    | Kenya      |
| 2    | Zimbabwe   |
| 3    | Maroc      |
| 4    | Tunisie    |
| 5    | Namibie    |
| 6    | Madagascar |
| 7    | Ouganda    |
| 8    | Nigeria    |
| 9    | Botswana   |
| 10   | Zambie     |
| 11   | Maurice    |
| 12   | Sénégal    |

### Amérique du Sud
Pour la zone sud-américaine, la qualification se déroule lors du championnat d'Amérique du Sud annuel. Le tournoi se déroule à Santa Fe (Argentine) en juin 2015.
C'est l'Argentine qui remporte le tournoi, en devançant l'Uruguay et le Chili qui se qualifient pour le tournoi de repêchage.
| Rang               | Équipe    |
| ------------------ | --------- |
| Médaille d'or      | Argentine |
| Médaille d'argent  | Uruguay   |
| Médaille de bronze | Chili     |
| 4                  | Colombie  |
| 5                  | Paraguay  |
| 6                  | Venezuela |
| 7                  | Pérou     |

### Amérique du Nord
Pour la zone nord-américaine, la qualification se déroule lors du championnat d'Amérique du Nord annuel. Le tournoi se déroule à Cary (Caroline du Nord, États-Unis) en juin 2015.
Ce sont les États-Unis qui remportent le tournoi, en devançant le Canada et le Maxique qui se qualifient pour le tournoi de repêchage.
| Rang               | Équipe            |
| ------------------ | ----------------- |
| Médaille d'or      | États-Unis        |
| Médaille d'argent  | Canada            |
| Médaille de bronze | Mexique           |
| 4                  | Îles Caïmans      |
| 5                  | Guyana            |
| 6                  | Jamaïque          |
| 7                  | Barbade           |
| 8                  | Bahamas           |
| 9                  | Trinité-et-Tobago |

### Tournoi de repêchage
Le tournoi de qualification olympique se déroule du 18 au 19 juin 2016 à Monaco. L'Espagne remporte le tournoi en battant en finale les Samoa (22 à 19) et se qualifie pour les Jeux olympiques. 
| Classement | Vainqueur    | Score | Finaliste | Demi-finaliste |
| ---------- | ------------ | ----- | --------- | -------------- |
| Cup        | Espagne      | 22-19 | Samoa     | Russie (3e)    |
| Cup        | Espagne      | 22-19 | Samoa     | Allemagne      |
| Plate      | Canada       | 24-17 | Hong Kong | Chili          |
| Plate      | Canada       | 24-17 | Hong Kong | Irlande        |
| Bowl       | Zimbabwe     | 31-5  | Tonga     | Maroc          |
| Bowl       | Zimbabwe     | 31-5  | Tonga     | Uruguay        |
| Shield     | Corée du Sud | 31-24 | Sri Lanka | Mexique        |
| Shield     | Corée du Sud | 31-24 | Sri Lanka | Tunisie        |